# Ruth Leuwerik
Ruth Leuwerik (23 de abril de 1924 – 12 de janeiro de 2016) foi uma atriz alemã. Atuou em 34 filmes entre 1950 e 1977. Leuwerik é provavelmente melhor conhecida por suas atuações como Maria von Trapp nos filmes The Trapp Family e The Trapp Family in America. Na década de 1950 foi considerada juntamente com Dieter Borsche o par ideal do cinema alemão. Em 1962 foi a estrela do filme de Helmut Käutner film Redhead, que participou do 12º Festival de Berlim. Recebeu cinco vezes o Bambi.

## Filmografia selecionada
- Königliche Hoheit [de] (Sua Alteza Real) (1953)
- Ein Herz spielt falsch (1953)
- Ludwig II: Glanz und Ende eines Königs (1955)
- Rosen im Herbst [de] (1955)
- Die Trapp-Familie (1956)
- Königin Luise (1957)
- Auf Wiedersehen, Franziska! (1957)
- Die Trapp-Familie in Amerika (1958)
- Dorothea Angermann (1959)
- Liebling der Götter (1960)
- Die Rote (1962)
- Das Haus in Montevideo (1963)
- Elf Jahre und ein Tag (1963)
- Ein Alibi zerbricht [de] (1963)
- Und Jimmy ging zum Regenbogen (1971)
- Unordnung und frühes Leid [de] (1976)
- Derrick - Temporada 5, episódio 04: "Ein Hinterhalt" (1978) (televisão)
- Die Buddenbrooks [de] (1979) (minissérie de televisão)
- Derrick - Temporada 10, episódio 04: "Der Täter schickte Blumen" (1983) (televisão)